# Lastreopsis glabella
Lastreopsis glabella är en träjonväxtart som först beskrevs av Allan Cunningham och som fick sitt nu gällande namn av Mary Douglas Tindale.
Lastreopsis glabella ingår i släktet Lastreopsis och familjen Dryopteridaceae. Inga underarter finns listade i Catalogue of Life.